# Campeonato Tocantinense 2005
In 2005 werd het dertiende Campeonato Tocantinense gespeeld voor clubs uit de Braziliaanse staat Tocantins. De competitie werd georganiseerd door de FTF en werd gespeeld van 19 maart tot 25 juni. Colinas werd kampioen.

## Eerste toernooi
| Plaats | Club           | Wed. | W  | G | V  | Saldo | Ptn. |
| ------ | -------------- | ---- | -- | - | -- | ----- | ---- |
| 1.     | Colinas        | 18   | 12 | 1 | 5  | 32:16 | 37   |
| 2.     | Araguaína      | 18   | 10 | 3 | 5  | 39:18 | 33   |
| 3.     | Gurupi         | 18   | 9  | 4 | 5  | 41:18 | 31   |
| 4.     | Palmas         | 18   | 9  | 4 | 5  | 31:18 | 31   |
| 5.     | Interporto     | 18   | 8  | 5 | 5  | 30:29 | 29   |
| 6.     | Tocantinópolis | 18   | 6  | 6 | 6  | 29:23 | 24   |
| 7.     | Atlético       | 18   | 5  | 7 | 6  | 27:35 | 22   |
| 8.     | Intercap       | 18   | 5  | 5 | 8  | 18:33 | 20   |
| 9.     | Miracema       | 18   | 3  | 5 | 10 | 28:44 | 14   |
| 10.    | Alvorada       | 18   | 2  | 2 | 14 | 17:57 | 8    |

|  | Gekwalificeerd voor tweede toernooi |

## Tweede toernooi
| Plaats | Club      | Wed. | W | G | V | Saldo | Ptn. |
| ------ | --------- | ---- | - | - | - | ----- | ---- |
| 1.     | Araguaína | 6    | 4 | 0 | 2 | 15:10 | 12   |
| 2.     | Colinas   | 6    | 3 | 2 | 1 | 8:5   | 11   |
| 3.     | Gurupi    | 6    | 2 | 2 | 2 | 9:13  | 8    |
| 4.     | Palmas    | 6    | 1 | 0 | 5 | 7:11  | 3    |

|  | Gekwalificeerd voor finale |

## Finale
|              |           |       |                   |  |
| 22 juni Heen | Araguaína | 2 – 2 | Colinas           |  |
| 22 juni Heen | Éder Tita |       | Gleydson Leonardo |  |

|               |                       |       |           |  |
| 25 juni Terug | Colinas               | 2 – 1 | Araguaína |  |
| 25 juni Terug | Fábio Canela Wilsinho |       | Éder      |  |

### Kampioen
| Campeonato Tocantinense de 2005 |
| Tocantins                       |
| ------------------------------- |
| COLINAS Kampioen (1° titel)     |